# Kirstine Frederiksen
Elisabeth Kirstine Frederiksen (født 6. februar 1845 på Fuglsang, Toreby Sogn, Lolland, død 1. september 1903 i Allegheny Mountains, USA) var en dansk pædagog, seminarieforstander, forfatter og kvindesagsforkæmper. Hun var datter af Johan Ditlev Friderichsen.
Kirstine Frederiksen uddannede sig som den første danske kvinde til stenograf i 1878 men fik ikke ansættelse som sådan. Året efter tog hun uddannelse som lærer på N. Zahles Skole, hvor hun arbejdede som lærer i pædagogik i to år. Fra 1879 til 1895 var hun også lærer ved Frederiksbergs skolevæsen.
Frederiksen fulgte forelæsninger på universitetet, skrev prisopgave om pædagogik og tog del i den pædagogiske debat. Hun foretog en længere rejse i USA i tidsrummet 1886—87, hvor to af hendes brødre opholdt sig, for at studere anskuelsesundervisning, og 1889 udgav hun Anskuelsesundervisning, Haandbog for Lærere. Håndbogen lagde grunden til det såkaldte Sthyrske Cirkulære, der fastlagde retningslinjer for folkeskolens fag og deres indhold.
Kirstine Frederiksen inddrog psykologi i pædagogikken, og hun arbejdede på at udbrede undervisning, der tog udgangspunkt i børnenes sanser.
Hun døde i 1903 under en rejse til USA.